# Salavat
Salavat (russisk: Салават, tr. Salavat) er en by i Republikken Basjkortostan i Volgas føderale distrikt i Den Russiske Føderation. Salavat ligger 156 km syd for Ufa og 1460 km øst for Moskva. Byen har 146.633 (2024) indbyggere.
Salavat er den eneste by i Rusland, hvor raketbrændstoffet 1,1-Dimetylhydrazin produceres.